# Gexi Tostmann

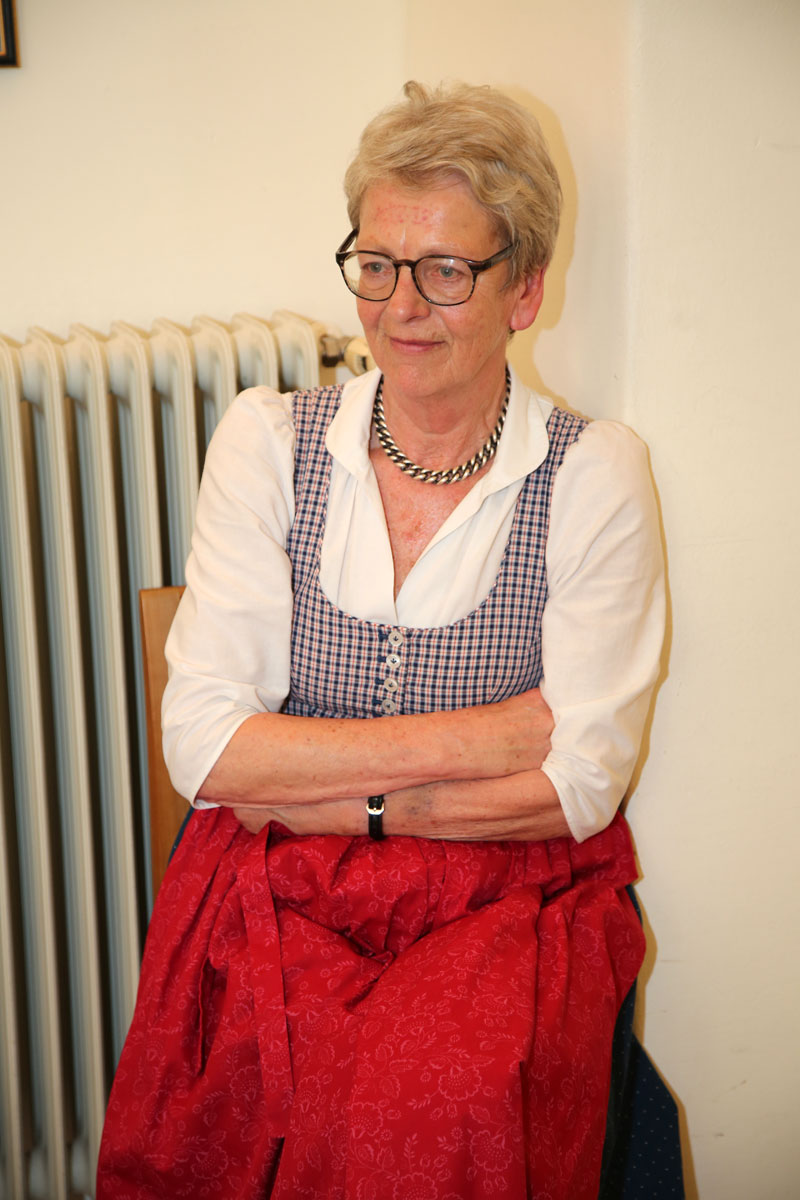
Gexi Tostmann (2013)

Gesine Maria „Gexi“ Tostmann (* 11. August 1942 in Vöcklabruck, Oberösterreich) ist eine österreichische Unternehmerin.

## Ausbildung und Beruf
Gexi Tostmann ist die Tochter des Hamburgers Jochen Tostmann (1908–1980) und der Linzerin Marlen Tostmann (geb. Fischer, 1915–2017). Ihr Studium, Volkskunde (europäische Ethnologie) und Geschichte an der Universität Wien, beendete sie 1967 mit der Dissertation Wechselwirkung von Tracht und Mode in Österreich. Traditionseinflüsse in der Kleidung der Gegenwart. Danach trat sie in die elterliche Firma Tostmann Trachten ein, die sie seit 1968 als geschäftsführende Gesellschafterin leitete und 2004 an Tochter Anna (* 1975) übergab.
Das Unternehmen, spezialisiert auf das klassische Dirndl, beschäftigt im Stammhaus Seewalchen und in Wien ca. 90 Mitarbeiter und produziert ausschließlich in Österreich.
1987 wurde das Ladenschlussgesetz auf Grund einer Verfassungsklage von Gexi Tostmann (die durch das Gesetz das Grundrecht auf freie Berufsausübung verletzt sah) novelliert (Freigabe des Samstagnachmittagverkaufs in Österreich) und neu benannt (Öffnungszeitengesetz), brachte aber nicht die von Tostmann erhoffte ersatzlose Streichung des Gesetzes.
Gemeinsam mit ihrer Tochter initiierte sie den Emilie-Flöge-Preis und den Konrad-Mautner-Preis, die seit 2006 an sogenannte „Botschafter der Tracht“ in bisher drei Bundesländern (Wien, NÖ und Salzburg) verliehen wurden. Zu den bisherige Preisträgern zählen Anja Kruse, Erwin Pröll, Christiane Underberg, Miguel Herz-Kestranek, Martina Pühringer, das Ehepaar Vivienne Westwood und Andreas Kronthaler, Markus Wasmeier, Johanna Maier, Sissy Pröll und Karl Hohenlohe.
2018 und 2019 entstanden durch intensive Zusammenarbeit mit dem Designerehepaar Vivienne Westwood und Andreas Kronthaler mehrere Modelle, welche im Stammhaus von Tostmann am Attersee gefertigt und bei den Shows der Pariser Fashion Week gezeigt wurden und später in höchst limitierter Auflage erhältlich waren.
Beim Life-Ball 2018 im Wiener Rathaus trugen die über 100 Debütantinnen Dirndlmieder von Tostmann.

## Andere Projekte
Durch persönliche Kontakte mit Frankfurter und Tübinger Volkskundekollegen ab den späten 1960er und frühen 1970er Jahren wurde sie mit der Philosophie der 68er vertraut. Sie engagierte sich aktiv in der frühen Friedens- und Anti-Atombewegung, gegen Zwentendorf und Wackersdorf, für die Hainburger Au und für ein bedingungsloses Grundeinkommen.
1980 gründete sie gemeinsam mit Freunden den Kulturverein Mölkerstiege (Schwerpunkt Volkskunde und Ökologie), der eine unter demselben Namen erscheinende Vereinszeitschrift herausgibt. In den Kellergewölben des Wiener Geschäftes veranstaltete sie zahlreiche Ausstellungen (u. a. Hexen Heiler Weise Frauen 1981, Turban, Tuch und Tamburin 1983, Zigeuner. Zwischen Romantisierung und Verfolgung 1984/85, Kopftuchkulturen – Ein Stückchen Stoff in Geschichte und Gegenwart 2007). Die Ausstellung „Gexi Tostmann – meine 365 Dirndl erzählen“ im Jahr 2011 wurde von über 10.000 Besuchern gesehen.
Viele namhafte Autoren stellten ihre Bücher in den Räumlichkeiten von Tostmann in Wien und am Attersee vor, unter ihnen ua: Tarek Leitner, Alfred Komarek, Sarah Wiener, Erhard Busek, Günther Nenning, Lutz Maurer; Gerhard Trummler, Dietmar Grieser, Miguel Herz-Kestranek, Mercedes Echerer, Kurt Palm, Karl Ploberger, Ursula Poznanski, Marie-Theres Arnbom, Petra Ramsauer, Beate Maxian, Ben Segenreich, Alfred Weidinger, Gerhard Jelinek, Christian Ludwig Attersee, uvm.
Sie war Mitinitiatorin zahlreicher Bürgerinitiativen, u. a. von Rettet den Heldenplatz (1987/88).
So wie Tochter Anna unterstützt sie die von Rudolf Anschober 2019 ins Leben gerufene Initiative „Ausbildung statt Abschiebung“. Im Unternehmen wurden bereits mehrere unbegleitete minderjährige Flüchtlinge ausgebildet. Der medialen Aufmerksamkeit folgten diverse Anfeindungen.
Der Bundespräsidentschaftskandidatin, der Grünen-Politikerin Freda Meissner-Blau, stellte sie 1986 Räume für ihr Wahlbüro zur Verfügung, ebenso der Grünbewegung (bis zum Einzug ins Parlament als Grüne Alternative Ende 1986). Im Wahljahr 2016 war sie Unterstützerin im Personenkomitee von Alexander Van der Bellen.

## Auszeichnungen
- 1997: Salzburger Preis – Österreichische Textilzeitung
- 1999: Goldenes Verdienstzeichen des Landes Oberösterreich
- 2007: Vöckla-Award (für das Lebenswerk)
- 2008: Silbernes Ehrenzeichen für Verdienste um die Republik Österreich[2]
- 2008: Niederösterreichischer Kulturpreis
- 2012: Vienna Fashion Award in der Kategorie Tribute to Fashion and Lifestyle
- 2012: Nominierung durch Die Presse zur Österreicherin des Jahres in der Kategorie Creative Industries
- 2012: Kulturmedaille des Landes Oberösterreich

## Werke
- Wechselwirkung von Tracht und Mode in Österreich. Traditionseinflüsse in der Kleidung der Gegenwart. Wien, 1967. Dissertation, Universität Wien.
- Das Dirndl, Alpenländische Tradition und Mode. Verlag Christian Brandstätter, Wien/München 1998, ISBN 3-85447-781-3.
- mit Franz C. Lipp, Elisabeth Längle, Franz Hubmann (Hrsg.), Tracht in Österreich. Geschichte und Gegenwart. Christian Brandstätter Verlag, Wien 2004, ISBN 3-85498-347-6.
- mit L. Wesely: Fleckerl-Zauber, Pachtwork-Quilts aus Tachtenstoffe. Verlag Christian Brandstätter, Wien 2003, ISBN 3-85498-313-1.
- mit T. Weissengruber, M. Tostmann, F. Lipp: Alte Hüte – Kopfbedeckungen von anno dazumal. Kopftücher, Hauben & Hüte. Christian Brandstätter Verlag, Wien/München 2009, ISBN 978-3-85033-334-4.

### Sekundärliteratur
- Thekla Weissengruber: Zwischen Kultur und Kommerz. Studien zum Umgang mit Trachten in Österreich nach 1945. LIT Verlag, Wien 2004, ISBN 3-8258-6992-X.

## Film
- Das Dirndl. Ein Kleid zwischen Tradition und Moderne. ARTE Dokumentation von Nicola Graef und Susanne Brand, 2009.
- Gexi Tostmann – ein Leben mit der Tracht. BR-alpha, Dokumentation von Erwin Fischer, 2009.